# Анган (деревня)
Анган — деревня в Куйбышевском районе Новосибирской области. Входит в состав Сергинского сельсовета.

## География
Площадь деревни — 59 гектаров.

## История
Основана в 1908 году. В 1926 году состояла из 90 хозяйств, основное население — украинцы. В административном отношении являлась центром Анганского сельсовета Барабинского района Барабинского округа Сибирского края.

## Население
| 1926 | 2002 | 2007 | 2010 |
| ---- | ---- | ---- | ---- |
| 477  | ↘127 | ↘91  | ↘67  |

## Инфраструктура
В деревне по данным на 2007 год функционируют 1 учреждение здравоохранения.